# دونیا رژانیتسا
دونیا رژانیتسا (به لاتین: Donja Ržanica) یک منطقهٔ مسکونی در مونته‌نگرو است که در شهرداری برانه واقع شده‌است. دونیا رژانیتسا ۹۱۰ نفر جمعیت دارد.